# Lucim
Lucim [pronunciación en polaco: /ˈlut͡ɕim/] (en alemán: Lugfelde) es un pueblo ubicado en el distrito administrativo de Gmina Koronowo, dentro del Distrito de Bydgoszcz, Voivodato de Cuyavia y Pomerania, en el norte de Polonia central. Se encuentra aproximadamente a 10 kilómetros al noroeste de Koronowo y a 32 kilómetros al norte de Bydgoszcz.
El pueblo tiene una población de 665 habitantes.